# James Bouknight
James David Bouknight (* 18. September 2000 in New York City) ist ein US-amerikanischer Basketballspieler.

## Werdegang
Der ehemalige Schüler der La Salle Academy in Manhattan und der MacDuffie School in Granby wechselte 2019 an die University of Connecticut. In der Saison 2019/20 erzielte er 13 Punkte je Begegnung, 2020/21 betrug sein Punkteschnitt 18,7, sein Saisonhöchstwert waren 40 Punkte.
Er meldete sich zum im Juli 2021 abgehaltenen Draftverfahren der National Basketball Association (NBA) an und wurde dort an elfter Stelle von den Charlotte Hornets ausgewählt. Bouknight wurde der 20. Spieler der University of Connecticut, dessen Name in der Geschichte des Verfahrens in der ersten Auswahlrunde aufgerufen wurde. Anfang August 2021 unterschrieb er seinen ersten Profivertrag bei den Charlotte Hornets.